# Bradornis
Bradornis és un gènere obsolet d'ocells de la família dels muscicàpids (Muscicapidae) que habiten als boscos i sabanes de l'Àfrica subsahariana.

## Taxonomia
El gènere Bradornis va ser introduït el 1847 pel zoòleg escocès Andrew Smith per acollir una sola espècie, el papamosques de Marico (Bradornis mariquensis; syn: Melaenornis mariquensis) que, per tant, és l'espècie tipus. El nom del gènere combina el grec antic «bradus» que significa “lent” o “mandrós” i «ornis» que significa “ocell”.
El 2014, Bradornis va desaparèixer de la classificació de referència del Congrés Ornitològic Internacional en transferir-se totes les espècies al gènere Melaenornis, com a resultat de les conclusions de diversos estudis genètics. Tanmateix, pocs anys després, va ser ressuscitat per acollir un clade d'espècies d'altres gèneres basats en estudis filogenètics moleculars publicats el 2016 i el 2023, criteri seguit la resta d'autoritats taxonòmiques més importants.
El gènere conté tres espècies:
- Bradornis comitatus - Papamosques pissarrós.
- Bradornis microrhynchus - papamosques beccurt.
- Bradornis mariquensis - Papamosques del Marico.